# Seydikemer
Seydikemer ist eine Stadtgemeinde (Belediye) im gleichnamigen Ilçe (Landkreis) der Provinz Muğla in der türkischen Ägäisregion und gleichzeitig ein Stadtbezirk der 2012 gebildeten Büyükşehir belediyesi Muğla (Großstadtgemeinde/Metropolprovinz). Der Kreis entstand 2013 durch Abtrennung des größeren, östlichen Teils vom Kreis Fethiye. Seit der Gebietsreform ab 2013 ist die Gemeinde flächenmäßig deckungsgleich mit dem Landkreis.

## Geografie
Der Landkreis liegt im Osten der Provinz und grenzt im Westen an Fethiye und im Osten an die Provinz Antalya, im Norden an die Provinzen Denizli und Burdur. Der Zugang zum Mittelmeer ist schmal. Sein Zentrum liegt beim früheren Ort Kemer, etwa 20 Kilometer östlich von Fethiye und 120 Kilometer südöstlich des Provinzzentrums. Durch den Kreis verläuft von Westen nach Osten die Fernstraße D-350, die Fethiye mit Korkuteli verbindet. Im Osten liegen die Berge Eren Dağı (2677 Meter) und Salurtepe Dağı (2596 Meter) sowie die Ruinen der antiken lykischen Städte Oinoanda, Araxa und Tlos, außerdem die historischen Brücken bei Oinoanda und bei Kemer. Südlich des Eren Dağı befindet sich der Nationalpark Saklıkent Millî Parkı.

## Verwaltung
Der Landkreis Seydikemer entstand im September 2013 durch Abspaltung vom Kreis Fethiye, nachdem Muğla zur Büyükşehir Belediyesi erklärt worden war (Gesetz Nr. 6360). Hierbei wurden vom Kreis Fethiye folgende Ortschaften (Einwohnerzahlen Ende 2012 in Klammern) ausgegliedert:
- vom Bucak Kemer: 28 Köy und die Belediye Kadıköy (1.866) und Kemer (5.552)
- vom Bucak Esen: 14 Köy und die Belediye Eşen (2.320), Karadere (3.535) und Kumluova (3.501)
- vom Bucak Seki: 9 Köy und die Belediye Seki (1.411)

Diese 51 Dörfer und die sechs Belediye wurden zur neuen Stadt und dem Kreissitz Seydikemer vereinigt. Dabei wurde jedes Dorf in einen Mahalle (Stadtviertel/Ortsteil) gewandelt, ebenso wurden die fünf vormaligen Belediye zu fünf Mahalle vereint. Lediglich die Kreisstadt (das frühere Kemer) durfte ihre vier Mahalle behalten. Somit stieg die Anzahl der Mahalle auf 61. Ihnen steht ein Muhtar als oberster Beamter vor.

## Bevölkerung
Ende 2020 lebten durchschnittlich 943 Menschen in jedem dieser (nun) 65 Mahalle, 3.693 Einw. im bevölkerungsreichsten (Eşen Mah.).
| ehm. Belediye | Mahalle         | Einwohner 2013 | Einwohner 2020 |
| ------------- | --------------- | -------------- | -------------- |
| Kemer         | Belen Mah.      | 0,628          | 0,719          |
| Kemer         | Cumhuriyet Mah. | 2.286          | 3.040          |
| Eşen          | Eşen Mah.       | 2.297          | 3.693          |
| Kemer         | Gerişburnu Mah. | 1.860          | 2.123          |
| Kadıköy       | Kadıköy Mah.    | 1.777          | 1.582          |
| Karadere      | Karadere Mah.   | 3.459          | 3.177          |
| Kumluova      | Kumluova Mah.   | 3.175          | 2.787          |
| Kemer         | Menekşe Mah.    | 0,952          | 1.489          |
| Seki          | Seki Mah.       | 1.282          | 0,917          |